# Cantón de Flers-Norte
El cantón de Flers-Norte era una división administrativa francesa, que estaba situada en el departamento de Orne y la región de Baja Normandía.

## Composición
El cantón estaba formado por seis comunas, más una fracción de la comuna que le daba su nombre:
- Aubusson
- Caligny
- Cerisy-Belle-Étoile
- Flers (fracción)
- La Bazoque
- Montilly-sur-Noireau
- Saint-Georges-des-Groseillers

## Supresión del cantón de Flers-Norte
En aplicación del Decreto nº 2014-247 de 25 de febrero de 2014, el cantón de Flers-Norte fue suprimido el 22 de marzo de 2015 y sus 7 comunas pasaron a formar parte; cuatro del nuevo cantón de Flers-2 y tres del nuevo cantón de Flers-1.